# 엥겔베르트 훔퍼딩크
엥겔베르트 훔페르딩크(독일어: Engelbert Humperdinck, 1854년 9월 1일 ~ 1921년 9월 27일)는 독일 제국과 바이마르 공화국의 고전 음악 피아노 연주자 겸 작곡가이며 지크부르크에서 출생하였다.

## 생애
1861년 피아노 연주곡을 첫 작곡하였고 1865년 피아노 연주자 데뷔한 그는 쾰른 음악원에서 수학하였으며 이후 바이로이트에서 클래식 가극의 거장 리하르트 바그너의 악극 상연을 보조해 주었고, 그의 영향을 받았다. 1900년부터는 베를린에서 작곡을 가르쳤다.
그의 작품으로는 1893년작 동화 가극 《헨젤과 그레텔》 만이 오늘날까지 상연되고 있다.
그의 작품은 주로 리하르트 바그너풍의 작곡 스타일을 보이며, 독일 민요의 요소를 받아들임으로써 독일 대중으로 하여금 친근하게 다가갈 수 있게 하는 요소를 갖추고 있다.

## 작품목록

### 관현악곡
- 《셰익스피어 모음곡》
- 《유모레스크 마장조》
- 《무어인 광시곡》

### 가곡
- 《아기 예수에게》 (An das Christkind)
- 《성탄절》 (Weihnachten)